# 서하진
서하진(Seo Hajin 1960년 11월 9일～)은 한국 작가이다.

## 생명
그래서 HAJIN는에, 1960년에 태어났다 영천, 경북 지방에서 한국 . 서덕순이라는 이름의 서재응은 서 하진 (Seo Hajin)이라는 이름으로 글을 쓴다. 그녀의 아버지는 1980년대의 군사 정권에서 검찰 총장과 국가 안보 기획원 (NSPA) 사무 총장으로서 상당한 권한을 행사했다. 그녀는 아버지의 극우파 이데올로기 적 경향을 거부했지만 어린 시절과 청소년기는 반항적 인 행동의 사례없이 상대적으로 충돌이없는 것으로 회상한다. 그러나 그녀의 외적인 순종에도 불구하고, 그녀는 자신의 본성에 어두운면을 가지고 있다고 고백하고 가장 친한 친구는 그녀의 이모의 책이라고 주장한다. 이 서적들은 궁극적으로 작가가 되고자하는 서아의 욕구를 형성했다. 1994년 서연은 문경열 (현 문학) 지 (The Contemporary Literature)에 데뷔했다.

## 작업
서구는 여성의 욕망을 설명하고의 가부장적 성격에 도전하려고 한 한국어 사회의 관습을. 서는 1994년 단편 소설 '어둠의 외출'을 통해 현대 문학 지 (현대 문학)에 데뷔했다. 1995년에, 그녀는 조수의 변화에 따라 사라지고 다시 나타나는 길로 연결된 신비한 섬을 배경으로하는 "갯길"이라는 이야기를 통해 더 많은 주목을 받기 시작했다. 음란 한 사건의 비극적 인 결과를 다루는이 이야기는 이 상 문학상 후보작으로 선정되었으며 궁극적으로 수상작보다 관심을 끌었으며 여전히 서재응의 대표작 중 하나로 간주된다. "갯길"의 경우와 마찬가지로 "그림자의 소풍", "그림자의 여정", "그림자의 유령"과 같은 서재응의 초기 작품 중 많은 부분이 "그림자"주제와 관련되어 있으며 주제와 관련이 있습니다 결혼 갈등과 혼외정사에 관한 그녀의 이야기 "홍길동"은 같은 이름의 고전 한국 신화를 현대적으로 재 해석 한 것이다. 이야기가 전통적인 주제를 탐구 할지도 모르다, Seo의 쓰기는 미묘한 심리 묘사 및 여분 문학 작풍을 특색 짓는다.
최근 서재는 현대 가정의 의미를 다루기 위해 부부 문제의 주제를 넘어 섰다. 그녀의 작품은 복원 된 가족이나 붕괴된 가족을 묘사하는 것이 아니라 모든 사람이 부모, 자녀 또는 형제 인 것처럼 우리 모두가 속한 보통 공동체를 묘사한다. 서재는 가족 내 갈등과 화해를 신중히 조사한다.

## 번역 작업
- 홍 길동 (Hong Gildong, 2007) (단편 소설 "홍길동"과 "나무꾼과 님프") ISBN 978-8988095911
- 좋은 가족 (2008) (단편 소설 8 편) ISBN 978-1628971187

## 한국어로 작업 (부분)
단편 소설집
- 책 읽어주는 남자 (1996)
- 라벤더의 향기 (2000)
- 비밀 (2004)
- 요트 (2006)
- 좋은 가족 (2009)

소설
- 내가 너를 다시 사랑한다고 말해야 할까? (2005)

## 수상 내역
- 그녀의 단편 소설 수집을 위한 2004년 제 10 회 HMS 문학상
- 2009년 김준성 문학상 - 단편 소설 "Who Are You?"